# زايميشتشي (بريانسك)
زايميشتشي (بالروسية: Займище) هي مدينة في مقاطعة بريانسك أوبلاست في روسيا.
يبلغ عدد سكانها حوالي 4793 نسمة.